# Circuito de Tsukuba
O Circuito de Tsukuba é um autódromo localizado em Shimotsuma, uma cidade vizinha de Tsukuba, província de Ibaraki, Japão. Possui traçado com 2.045 km (1.271 mi) de extensão, 14 curvas, e a reta mais longa tem 437 metros de comprimento. Há uma pequena chicane que é usada apenas para competições de motociclismo, aumentando o comprimento total para 2.070 km (1.286 mi). O autódromo foi criado em 1966 com o objetivo de atrair jovens para participar no automobilismo, mas não foi concluído até 1970.